# Münchner Wissenschaftstage

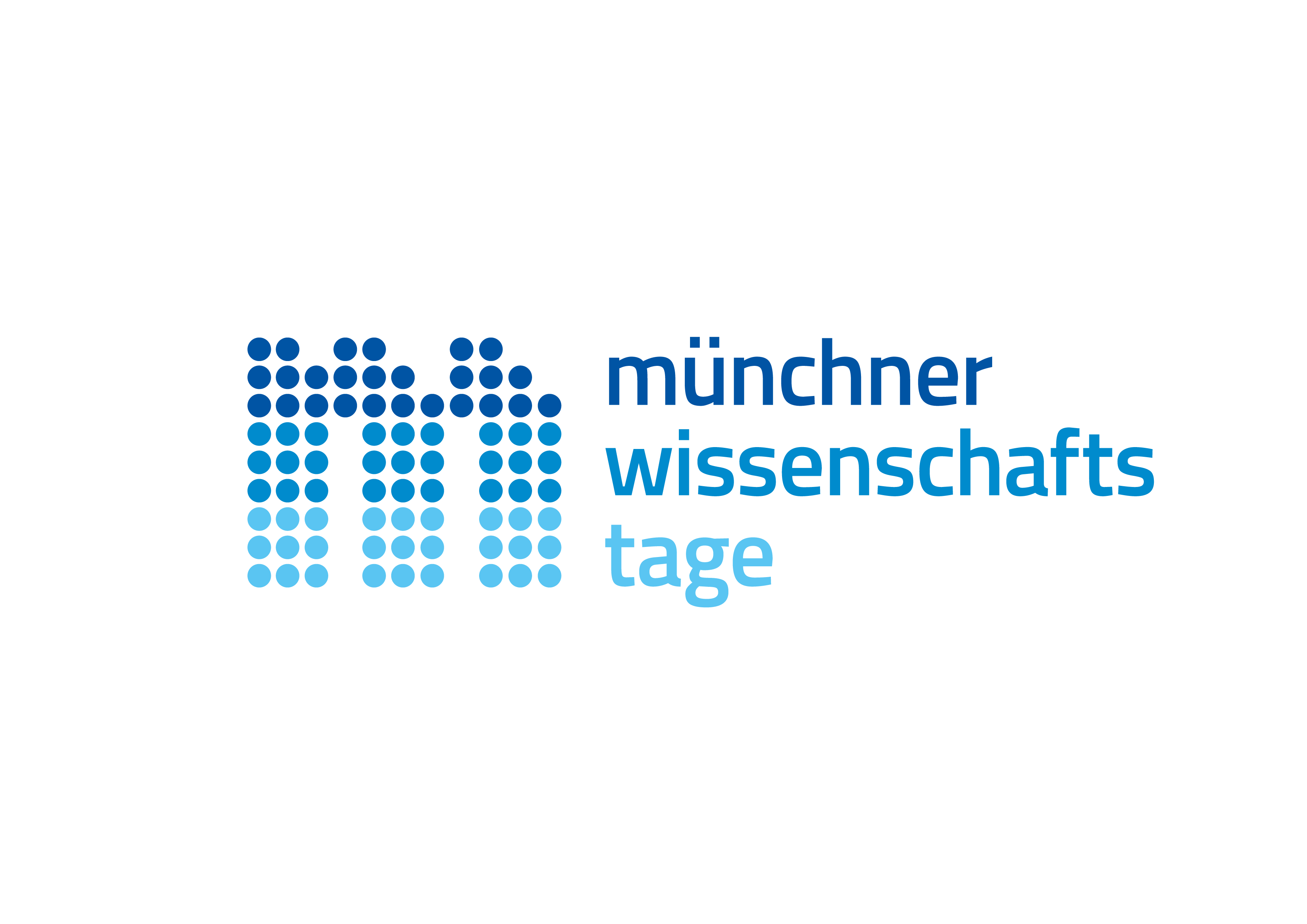
Logo der Münchner Wissenschaftstage

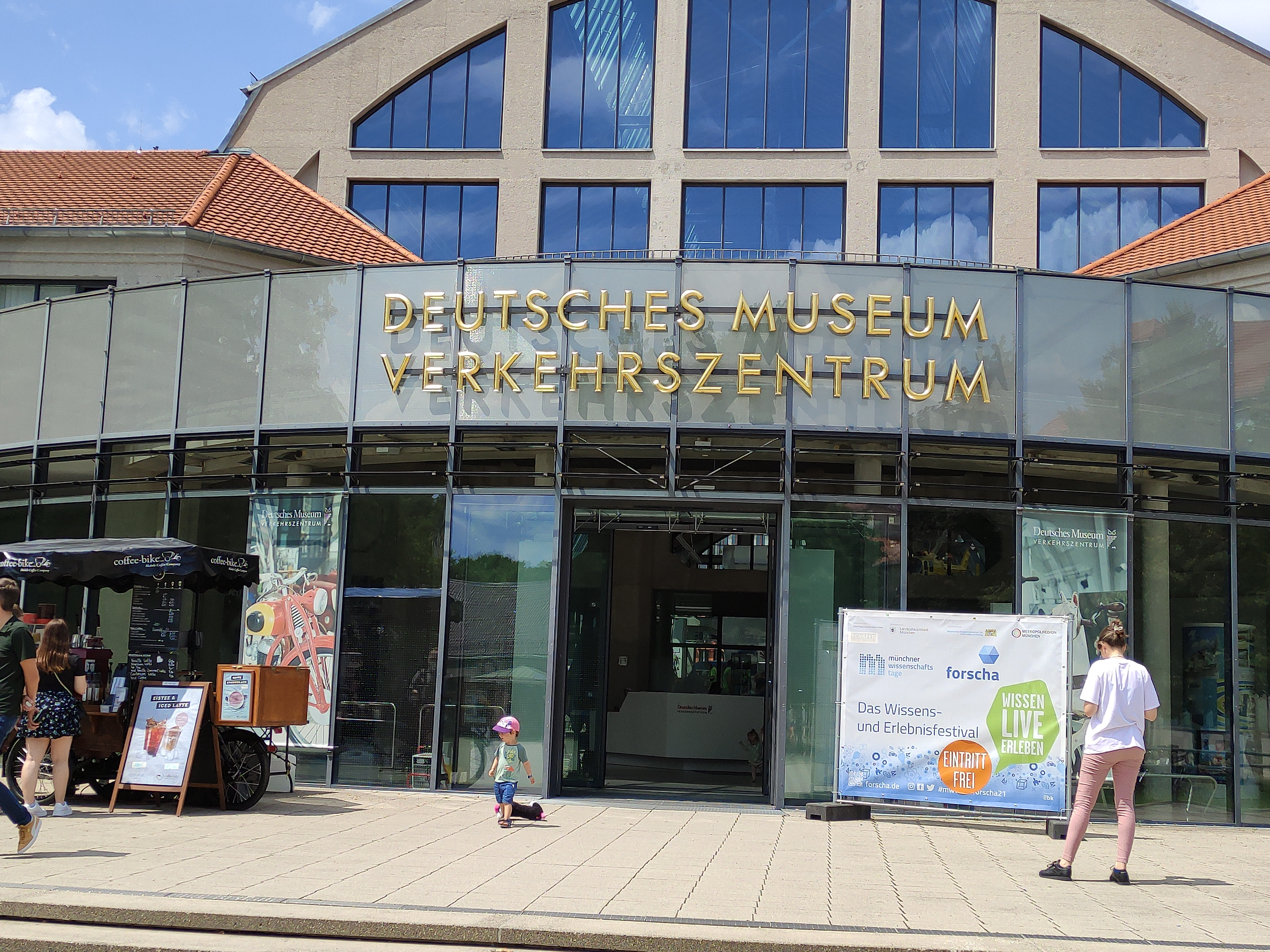
Eingang des Deutschen Museum Verkehrszentrum während der Münchner Wissenschaftstage (2024)

Die Münchner Wissenschaftstage sind eine jährlich stattfindende, viertägige Großveranstaltung in München. Die ursprünglichen Wissenschaftstage fanden von 2001 bis 2018 statt, seit 2020 gibt es eine Neuauflage mit anderen Veranstaltern.
Während der Münchner Wissenschaftstage standen Experten aus Forschung, Unternehmen und Institutionen bereit, um im Dialog mit der Bevölkerung die teils schwierigen Sachverhalte von Wissenschaft und Technik verständlich zu erläutern und Fragen nach tatsächlichen und vermeintlichen Chancen und Risiken zu diskutieren. Geboten wurden Vorträge, Diskussionen, Podiumsgespräche, Workshops, Filme, Ausstellungen, Marktstände der Wissenschaft, Exkursionen, Tage der offenen Tür und Führungen.
Die Teilnahme an allen Veranstaltungen war kostenfrei.
Bis 2008 wurden die Münchner Wissenschaftstage von Karl Daumer geleitet und bis 2007 vom Verband deutscher Biologen veranstaltet. 2008 wurde der Münchner Wissenschaftstage e. V. als eigener Trägerverein gegründet, dem Repräsentanten bedeutender wissenschaftlicher Institutionen im Großraum München angehörten (alle Münchner Universitäten, Institute der Fraunhofer- und der Max-Planck-Gesellschaft, DLR, Helmholtz-Zentrum u. a.). Von 2008 bis 2018 wurden sie von Frank Holl geleitet. Geschäftsführerin war Steffi Bucher.
Das Programm hatte einen zentralen Veranstaltungsort. Von 2012 bis 2018 war dies die Alte Kongresshalle auf der Theresienhöhe mit dem gegenüberliegenden Verkehrszentrum des Deutschen Museums. Zentrale Veranstaltungsorte waren zuvor der Marienhof (2001), die Technische Universität München (2002–2003), die Bundesgartenschau 2005 und die Ludwig-Maximilians-Universität München (2004, 2006–2008, 2010, 2011). 2009 fanden die Münchner Wissenschaftstage dezentral an mehr als 50 Orten im Großraum München statt.
Parallel zum Programm am zentralen Veranstaltungsort wurden an etwa 30 bis 40 anderen Orten im Großraum München dezentral weitere Veranstaltungen angeboten.
Der Bildungssender ARD-alpha (früher BR-alpha) zeichnete von 2011 bis 2016 die meisten Vorträge auf und strahlte sie als „Sendereihe Münchner Wissenschaftstage“ aus. Danach waren sie in der BR-Mediathek zu sehen. Im Jahr 2017 stellte der Sender die Aufzeichnung ein (mit Ausnahme von Vorträgen am 27. November 2017). Seither zeichnete der Veranstalter die Vorträge und Themenabende selbst auf, streamte sie auf seiner Facebook-Seite und veröffentlichte sie anschließend auf seinem YouTube-Kanal.
Die Münchner Wissenschaftstage waren 18 Jahre lang eine feste Einrichtung, die jährlich etwa 25.000 bis 30.000 interessierte Besucher anzog und zum Mitmachen, Nachdenken und Nachfragen anregte. Aufgrund nicht mehr ausreichender Finanzierung entschloss sich der Münchner Wissenschaftstage e. V. im März 2019, keine weiteren Veranstaltungen mehr durchzuführen.

## Neuauflage der Münchner Wissenschaftstage

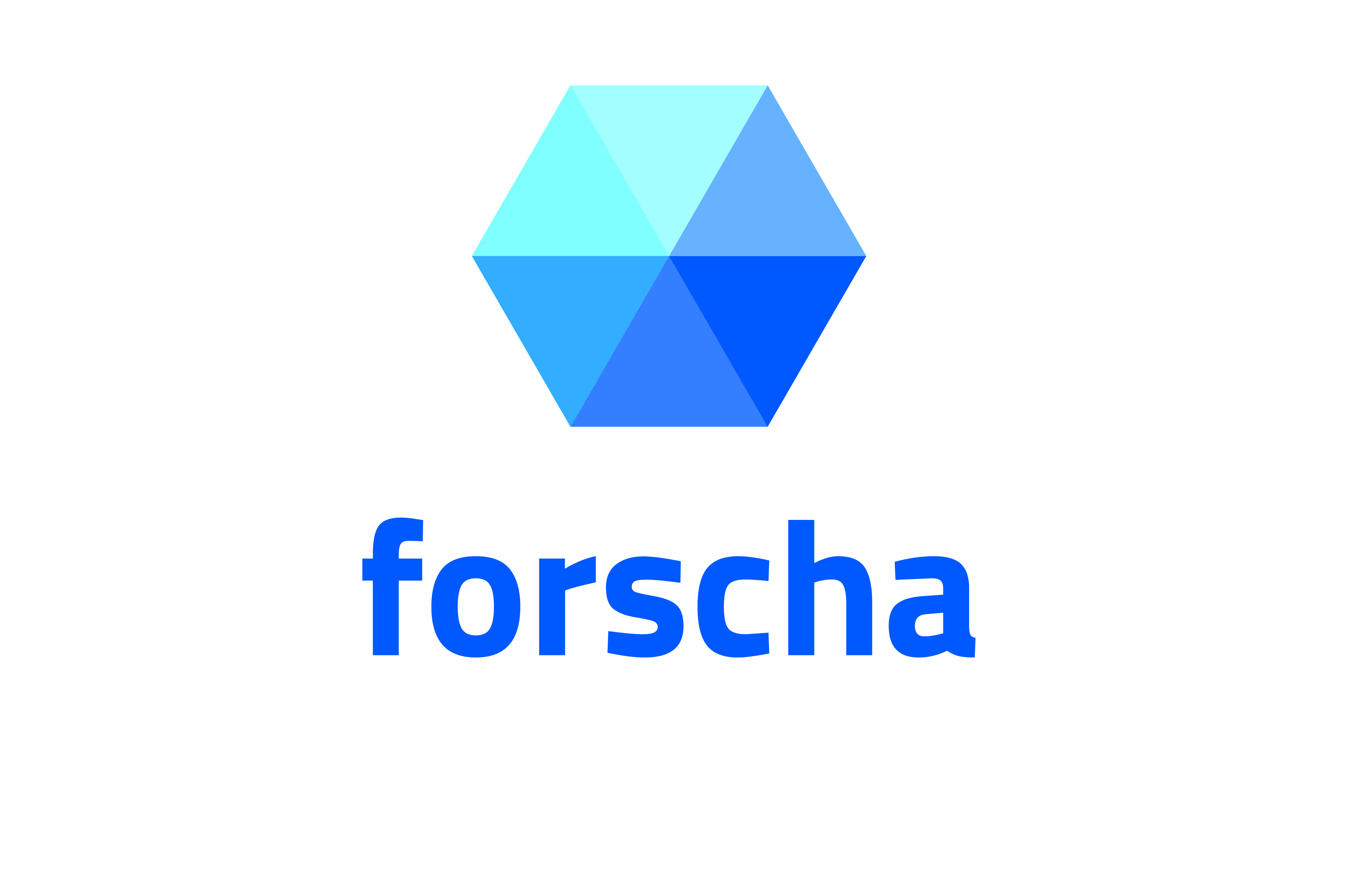
Logo von FORSCHA

2020 kam es zu einer Neuauflage der Münchner Wissenschaftstage zusammen mit der MINT-Mitmachmesse FORSCHA. Die FORSCHA und Münchner Wissenschaftstage verstehen sich als Brückenbauer zwischen Gesellschaft, Forschung und Wissenschaft, Bildung und Wirtschaft. Wissen live erleben ist das verbindende Element beider Messen.
Mit einer Neuauflage der Münchner Wissenschaftstage erweitert der neue Veranstalter, das Münchner i!bk Institut für innovative Bildungskonzepte, die Angebote der FORSCHA (jährlich seit 2010) um weitere innovative Aussteller aus Forschung und Wirtschaft sowie ein hochkarätiges Rahmenprogramm mit Experten-Vorträgen und Diskussionen. Beide Veranstaltungen können inklusive Rahmenprogramm mit nur einem Ticket besucht werden. Veranstalter ist das i!bk Institut für innovative Bildungskonzepte, München. Schirmherr der FORSCHA ist Bayerns Kultusminister Michael Piazolo. Die MINT-Mitmachmesse FORSCHA feierte 2019 ihr 10. Jubiläum. Die Münchner Wissenschaftstage werden gefördert durch die Landeshauptstadt München. Schirmherr ist Münchens Oberbürgermeister Dieter Reiter.

## Themen
- 2001: Life Science live
- 2002: Lebendige Erde
- 2003: Fäden des Lebens
- 2004: Leben und Technik
- 2005: Licht und Leben
- 2006: Lebendige Forschung
- 2007: Leben und Kultur
- 2008: Mathematik – mitten im Leben
- 2009: Ideen für die Zukunft
- 2010: Energie: Grundlage des Lebens – Motor für die Zukunft
- 2011: Herausforderung Gesundheit!
- 2012: Nachhaltigkeit – Basis unserer Zukunft
- 2013: Wandel der Gesellschaft – Wandel der Welt
- 2014: Digitale Welten
- 2015: Städte der Zukunft
- 2016: Wasser – Ressource des Lebens
- 2017: Zukunftspläne: Forschung – Gesellschaft – Mensch
- 2018: Arbeitswelten – Ideen für eine bessere Zukunft
- 2020: Bioökonomie

## Auszeichnungen
2012: „Deutschland – Land der Ideen“ als einer von „365 Orten“